# Louan-Villegruis-Fontaine
Louan-Villegruis-Fontaine ist eine französische Gemeinde mit 492 Einwohnern (Stand: 1. Januar 2022) im Département Seine-et-Marne in der Region Île-de-France. Sie gehört zum Arrondissement Provins und zum Kanton Provins (bis 2015: Kanton Villiers-Saint-Georges).
Die Einwohner werden Louanais genannt.

## Geographie
Louan-Villegruis-Fontaine ist die östlichste Gemeinde des Départements Seine-et-Marne. Sie liegt etwa 60 Kilometer ostsüdöstlich von Paris. Der Aubetin entspringt in der Gemeinde.

### Nachbargemeinden
Umgeben ist Louan-Villegruis-Fontaine von den Gemeinden Bouchy-Saint-Genest im Norden, Nesle-la-Reposte im Osten, Villenauxe-la-Grande im Südosten, Montpothier und La Saulsotte im Süden, Beauchery-Saint-Martin im Westen sowie Villiers-Saint-Georges im Nordwesten.

## Geschichte
Im Jahr 1973 wurden die Gemeinde Villegruis und Fontaine-sous-Montaiguillon mit Louan zusammengeschlossen.

### Bevölkerungsentwicklung
| Jahr      | 1962 | 1968 | 1975 | 1982 | 1990 | 1999 | 2006 | 2013 |
| Einwohner | 206  | 179  | 398  | 423  | 427  | 421  | 501  | 514  |

## Sehenswürdigkeiten
- Kirche Saint-Pierre-et-Saint-Paul in Louan aus dem 13./14. Jahrhundert
- Kirche Saint-Jean-Baptiste in Fontaine-sous-Montaiguillon aus dem 13. Jahrhundert
- Kirche Saint-Médard-et-Sainte-Syre aus dem 13./14. Jahrhundert
- Rathaus, früheres Priorei aus dem 16./17. Jahrhundert, Monument historique seit 1971
- Burgruine Montaiguillon aus dem 13. Jahrhundert mit Umbauten aus dem 15. Jahrhundert, Monument historique

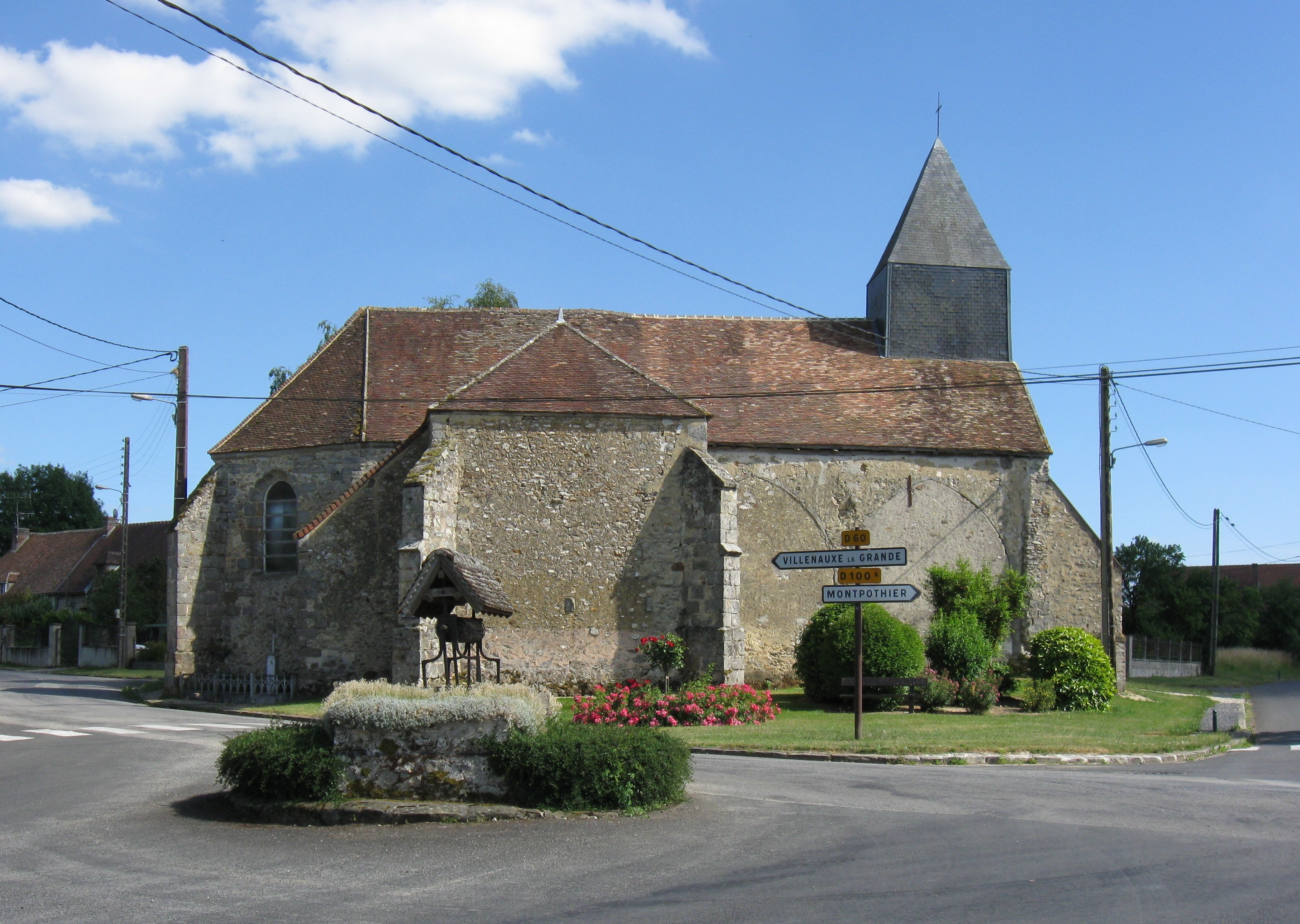
Kirche Saint-Jean-Baptiste
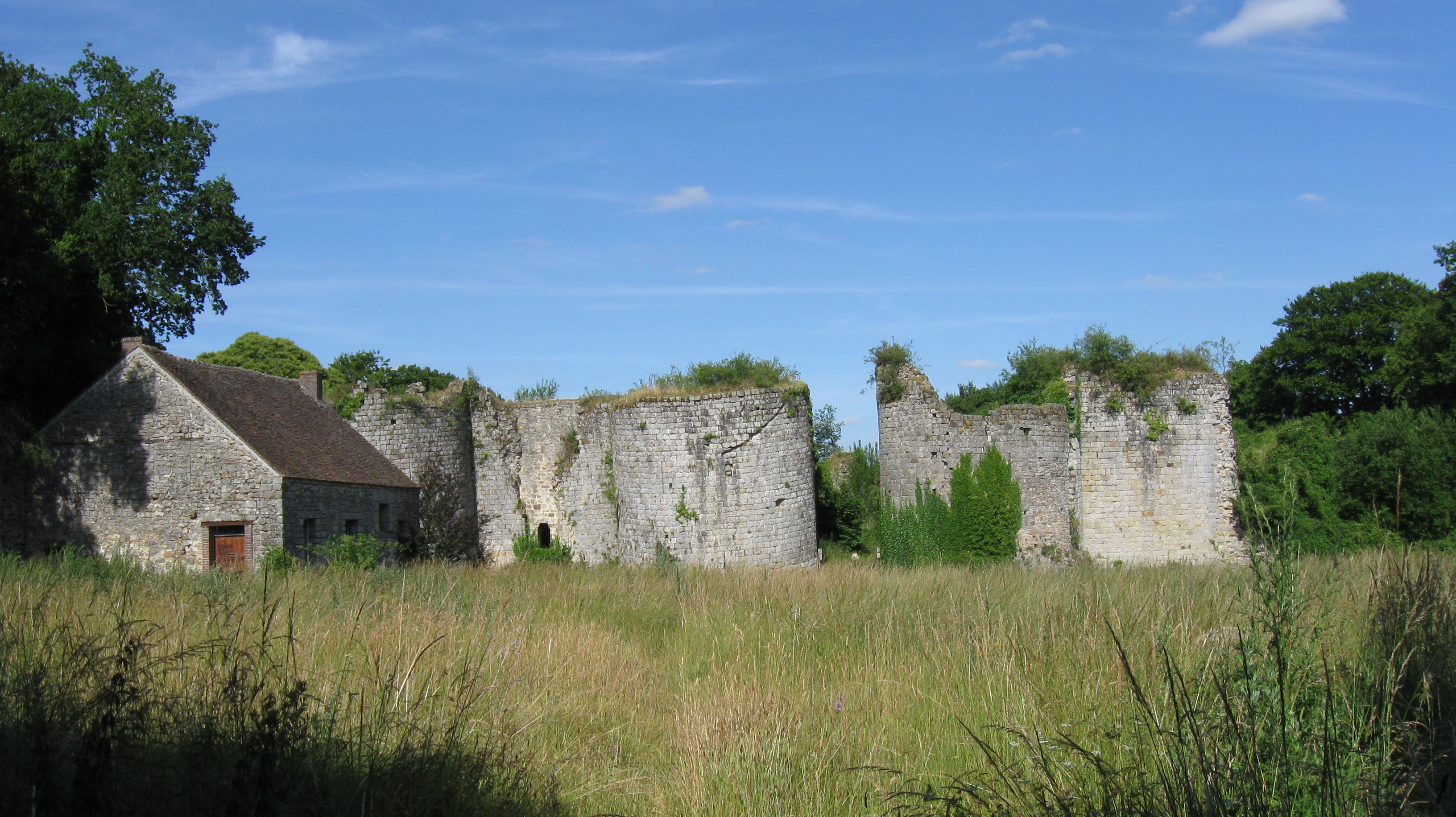
Burgruine Montaiguillon